# Joly Braga Santos
José Manuel Joly Braga Santos (ur. 14 maja 1924 w Lizbonie, zm. 18 lipca 1988 tamże)  – portugalski kompozytor i dyrygent.

## Życiorys
W latach 1934–1943 studiował grę na skrzypcach i kompozycję w konserwatorium w Lizbonie, potem do 1945 prywatnie kompozycję u Luísa de Freitasa Branco . Dzięki państwowemu stypendium w 1948 wyjechał do Wenecji by studiować dyrygenturę pod kierunkiem Hermanna Scherchena. W latach 1959–1960 kontynuował studia z zakresu kompozycji u Virgilio Mortariego w Rzymie . 
Od 1947 pracował jako kompozytor w radiu portugalskim. W 1948 został współzałożycielem i przewodniczącym stowarzyszenia Juventude Musical Portuguesa. W latach 1955–1959 dyrygował orkiestrą symfoniczną w Porto, a w latach 1961–1988 portugalską symfoniczną orkiestrą radiową .
Od 1972 do swojej śmierci wykładał kompozycję i analizę muzyczną w konserwatorium w Lizbonie. Jako krytyk muzyczny pisał dla kilku encyklopedii i periodyków oraz dla lizbońskiej gazety .
W 1981 został odznaczony Orderem Świętego Jakuba od Miecza w stopniu Komandora.

## Twórczość
Jego wczesne utwory, pozostające pod wpływem kompozytorskiego idiomu Luísa de Freitasa Branco,  są w stylistyce neoklasycystycznej opartej głównie na modalności. Nawiązywał też do portugalskiej muzyki ludowej (Variações sobre um tema alentejano, op. 18, 1951). Od końca lat 50. stosował bardziej nowoczesny język dźwiękowy. Zwrócił się ku atonalności i nadał dużą rolę kolorystyce instrumentalnej  .
Skomponował 6 symfonii, 3 opery, 3 balety, liczne koncerty i inne utwory orkiestrowe, 5 kantat, requiem i pieśni oraz utwory kameralne, w tym 2 kwartety smyczkowe, a także muzykę filmową .